# Good to Be Bad
Good to be bad is een studiomuziekalbum van de band Whitesnake. Whitesnake is al jaren een band die heropgericht en ontbonden wordt afhankelijk van de nukken van David Coverdale, de onbetwist leider van de band. De nieuwe studio-opnamen werden in de Verenigde Staten en Canada aangevuld door een tweede compact disc, die opnamen bevatten, die ook al te horen waren op Live… in the shadow of the blues.

## Musici
- David Coverdale – zang
- Doug Aldrich, Reb Beach – gitaar;
- Timothy Drury – toetsen
- Uriah Duffy – basgitaar
- Chris Frazier – slagwerk

## Muziek

### CD1
| Nr. | Titel                                           | Duur |
| --- | ----------------------------------------------- | ---- |
| 1.  | Best years (Coverdale, Aldrich)                 | 5:16 |
| 2.  | Can you hear the wind blow (Coverdale, Aldrich) | 5:03 |
| 3.  | Call on me (Coverdale, Aldrich)                 | 5:01 |
| 4.  | All I want all I need (Coverdale, Aldrich)      | 5:40 |
| 5.  | Good to be bad (Coverdale, Aldrich)             | 5:13 |
| 6.  | All for love (Coverdale, Aldrich)               | 5:13 |
| 7.  | Summer rain (Coverdale, Aldrich)                | 6:10 |
| 8.  | Lay down your love (Coverdale, Aldrich)         | 6:01 |
| 9.  | A fool in love (Coverdale, Aldrich)             | 5:50 |
| 10. | Got what you need (Coverdale, Aldrich)          | 4:15 |
| 11. | 'Til the end of time (Coverdale, Aldrich)       | 5:32 |

| Nr. | Titel                             | Duur |
| --- | --------------------------------- | ---- |
| 11. | All for Love (Coverdale, Aldrich) | 5:20 |
| 12. | Summer Rain (Coverdale, Aldrich)  | 5:21 |

### CD2
| Nr. | Titel                                      | Duur |
| --- | ------------------------------------------ | ---- |
| 1.  | Summer rain (Coverdale, Aldrich)           | 5:21 |
| 2.  | All I want all I need (Coverdale, Aldrich) | 3:58 |
| 3.  | Take me with you (Coverdale)               | 7:51 |
| 4.  | Ready to rock (video) (Coverdale, Aldrich) | 4:19 |

| Nr. | Titel                                                                 | Duur |
| --- | --------------------------------------------------------------------- | ---- |
| 1.  | Burn (Coverdale, Ritchie Blackmore, Glenn Hughes Jon Lord, Ian Paice) | 8:38 |
| 2.  | Give me all your love (Coverdale, John Sykes)                         | 4:27 |
| 3.  | Walking in the shadow of the blues (Coverdale, Bernie Marsden)        | 5:10 |
| 4.  | The deeper the love (Coverdale, Ad Vandenberg)                        | 4:32 |
| 5.  | Ready an’willing (Coverdale, Micky Moody, Neil Murray, Lord, Paice)   | 5:41 |
| 6.  | Don't break my heart again (Coverdale)                                | 6:08 |
| 7.  | Take me with you (Coverdale, Moody)                                   | 7:50 |
| 8.  | Ready to rock (video) (Coverdale, Aldrich)                            | 4:19 |